# Francisco Velez
Francisco Velez (fl. 1537/1563 – Évora?, m. 1587) foi um compositor português do Renascimento.

## Biografia

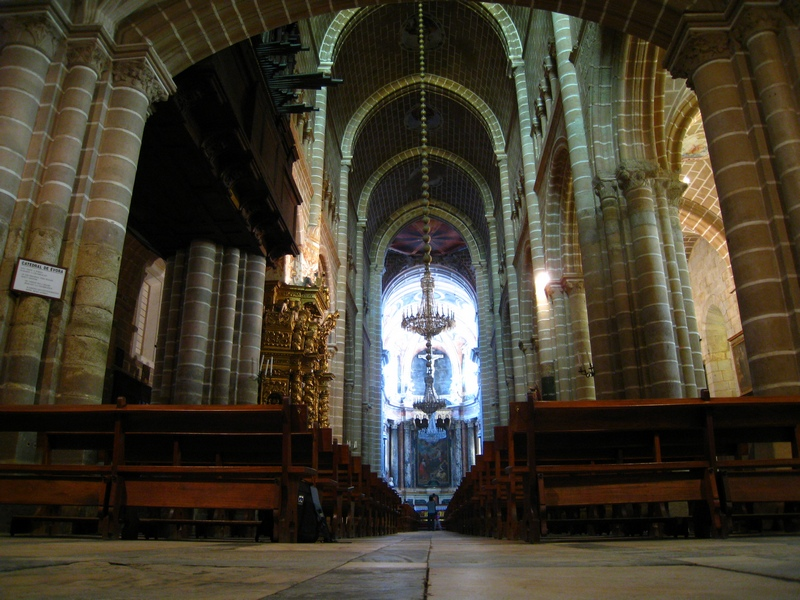
Nave da Sé de Évora.

Os primeiros registos sobre Francisco Velez dão conta da sua atividade como cantor em 1537. Entre 1547 e 1584 ocupou o cargo de mestre da claustra da Sé de Évora sucedendo a Mateus de Aranda. No conjunto de compositores que ensinou encontra-se, muito possivelmente, António Pinheiro.
Em 1563 recebe de D. Sebastião privilégio real para publicar dois tratados musicais que escreveu; um sobre cantochão e outro sobre canto de órgão e contraponto. Contudo, não parece ter efetivamente publicado nenhum dos dois.
Morreu no ano de 1587. No seu cargo de mestre da claustra foi substituído por Manuel Mendes que partindo dos alicerces dos seus precursores Francisco Velez e Mateus de Aranda elevou a escola de Polifonia de Évora a uma das melhores na história de Portugal.

## Obras
O seu cargo implicaria certamente um grande conjunto de composições musicais para as celebrações religiosas todas perdidas salvo um "Alelluia" do 2.º tom que chegou à atualidade num manuscrito do Mosteiro de Arouca. Esse trabalho é um dos mais antigos exemplos da Polifonia eborense e por isso da maior relevância para a história da música.